# 世代
世代（英語：Generation），是指用來劃分時間與群體的名詞。

## 社會上的世代
又稱人群世代，是指具有相同的出生年代及成長背景（包含行為模式）的特定人群，其成長背景，跟國家當時的社會、教育、政治、經濟、價值觀有很大的關係。
| 地區       | 世代名稱               | 該人群的出生年代                                | 該人群的成長背景                                  |
| ---------- | ---------------------- | ----------------------------------------------- | ------------------------------------------------- |
| 中国大陆   | 60後                   | 1960年－1969年 (一说1961年－1970年)             |                                                   |
| 中国大陆   | 70後                   | 1970年－1979年 (一说1971年－1980年)             |                                                   |
| 中国大陆   | 80後                   | 1980年－1989年 (一说1981年－1990年)             |                                                   |
| 中国大陆   | 90後                   | 1990年－1999年 (一说1991年－2000年)             |                                                   |
| 中国大陆   | 00後                   | 2000年－2009年 (一说2001年－2010年)             |                                                   |
| 中国大陆   | 10後                   | 2010年 -2019年 (一说2011年－2020年)             |                                                   |
| 中国大陆   | 20後                   | 2020年 -2029年 (一2021年－2030年)               |                                                   |
| 香港       | 第一代香港人           | ？－1945年                                      |                                                   |
| 香港       | 第二代香港人           | 1946年－1965年                                  |                                                   |
| 香港       | 第三代香港人           | 1966年－1975年                                  |                                                   |
| 香港       | 第四代香港人           | 1976年－1990年                                  |                                                   |
| 臺灣       | 一年級生               | 1921年－1930年                                  | 出生於民國10年－民國19年                          |
| 臺灣       | 二年級生               | 1931年－1940年                                  | 出生於民國20年－民國29年                          |
| 臺灣       | 三年級生               | 1941年－1950年                                  | 出生於民國30年－民國39年                          |
| 臺灣       | 四年級生               | 1951年－1960年                                  | 出生於民國40年－民國49年                          |
| 臺灣       | 五年級生               | 1961年－1970年                                  | 出生於民國50年－民國59年                          |
| 臺灣       | 六年級生               | 1971年－1980年                                  | 出生於民國60年－民國69年                          |
| 臺灣       | 七年級生               | 1981年－1990年                                  | 出生於民國70年－民國79年                          |
| 臺灣       | 八年級生               | 1991年－2000年                                  | 出生於民國80年－民國89年                          |
| 臺灣       | 九年級生               | 2001年－2010年                                  | 出生於民國90年－民國99年                          |
| 臺灣       | 十年級生               | 2011年－2020年                                  | 出生於民國100年－民國109年                        |
| 臺灣       | 十一年級生             | 2021年－2030年                                  | 出生於民國110年－民國119年                        |
| 日本       | 大正世代               | 1912年7月30日－1926年12月25日                   | 出生於大正年                                      |
| 日本       | 昭和一位数世代         | 1926年12月26日－1934年12月31日                  | 出生於昭和元年－昭和9年                           |
| 日本       | 燒痕世代               | 1935年4月1日-1945年8月15日                      | 兒少時期（1935年－1946年）遇到第二次世界大戰      |
| 日本       | 團塊世代               | 1947年－1949年                                  | 日本戰後出生的第一代                              |
| 日本       | 冷漠世代               | 1950年－1964年                                  |                                                   |
| 日本       | 泡沫世代               | 1965年4月2日-1970年4月1日                       | 踏入職場遇到日本泡沫經濟（1986年11月－1991年2月） |
| 日本       | 冰河期世代             | 1971年4月2日-1987年4月1日                       | 踏入職場遇到就職冰河期（1993年－2005年）          |
| 日本       | 寬鬆世代               | 1966年4月2日－？ （1987年4月2日－2004年4月1日） | 受到寬鬆教育（1980年－2010年）影響的學生          |
| 日本       | 悟世代                 | 1987年4月2日－2004年4月1日                      | 寬鬆世代                                          |
|            | 386世代                | 1960年－？                                      |                                                   |
| 88萬圓世代 | 約1977年—1986年        |                                                 |                                                   |
| MZ世代     | 約1980年－2000年代初期 |                                                 |                                                   |
| 美国       | 迷惘的一代             | 1883年－1900年                                  |                                                   |
| 美国       | 咆哮的二十年代         | 1920年－1929年                                  |                                                   |
| 美国       | X世代                  | 1965年－1980年                                  |                                                   |
| 美国       | Y世代                  | 1981年－1996年                                  |                                                   |
| 美国       | Z世代                  | 1997年－2012年                                  |                                                   |
| 美国       | α世代                  | 2013年－2025年                                  |                                                   |
| ẞ世代      | 2025年-待定            |                                                 |                                                   |

## 家庭上的世代
- 富二代
- 官二代

## 生物上的世代
- 世代交替

## 學術上的世代
- 黃金世代（日语：黄金世代）
- 垮掉的一代
- 朝代
- 音樂史
- 電子遊戲史
- 依世代劃分的主力戰車列表